# Développement de Sommerfeld
Pour les articles homonymes, voir Développement et Sommerfeld.
Le développement de Sommerfeld est une méthode d'approximation développée par Arnold Sommerfeld pour une certaine classe d'intégrales courantes en matière condensée et physique statistique. Physiquement, les intégrales représentent des moyennes statistiques sur la distribution de Fermi-Dirac.
Lorsque la température inverse {\displaystyle \beta } est très grande, l'intégrale peut être développée, en termes de {\displaystyle \beta } comme
{\displaystyle \int _{-\infty }^{\infty }{\frac {H(\varepsilon )}{e^{\beta (\varepsilon -\mu )}+1}}\,\mathrm {d} \varepsilon =\int _{-\infty }^{\mu }H(\varepsilon )\,\mathrm {d} \varepsilon +{\frac {\pi ^{2}}{6}}\left({\frac {1}{\beta }}\right)^{2}H^{\prime }(\mu )+O\left({\frac {1}{\beta \mu }}\right)^{4}}
où {\displaystyle H^{\prime }(\mu )} est utilisé pour désigner la dérivée de {\displaystyle H(\varepsilon )} évaluée en {\displaystyle \varepsilon =\mu } et où la notation {\displaystyle O(x^{n})} représente le fait que {\displaystyle x^{n}} est négligeable au voisinage du point autour duquel se fait le développement. Celui-ci n'est valable que si {\displaystyle H(\varepsilon )} est proche de zéro et croît au maximum de façon polynomiale à la limite {\displaystyle \varepsilon \rightarrow -\infty }. Si l'intégrale va de zéro à l'infini, alors l'intégrale du premier terme du développement va de zéro à {\displaystyle \mu } et le deuxième terme est inchangé.

## Application au modèle des électrons libres
Les intégrales de ce type apparaissent fréquemment lors du calcul de propriétés électroniques comme la capacité calorifique dans le cadre du modèle de l'électron libre pour les solides. Dans ces calculs, l'intégrale ci-dessus exprime la valeur attendue de la quantité {\displaystyle H(\varepsilon )}. Nous pouvons alors identifier {\displaystyle \beta } comme l'inverse de la température et {\displaystyle \mu } comme le potentiel chimique. Par conséquent, le développement de Sommerfeld est valable pour les systèmes à grand {\displaystyle \beta } (autrement dit, à basse température).

## Dérivation au second ordre en température
On cherche un développement du second ordre en température, c'est-à-dire en {\displaystyle \tau ^{2}}, où {\displaystyle \beta ^{-1}=\tau =k_{B}T} est le produit de la température et de la constante de Boltzmann. On commence par faire le changement de variables {\displaystyle \tau x=\varepsilon -\mu } :
{\displaystyle I=\int _{-\infty }^{\infty }{\frac {H(\varepsilon )}{e^{\beta (\varepsilon -\mu )}+1}}\,\mathrm {d} \varepsilon =\tau \int _{-\infty }^{\infty }{\frac {H(\mu +\tau x)}{e^{x}+1}}\,\mathrm {d} x\,,}
On sépare ensuite l'intégrale {\displaystyle I=I_{1}+I_{2}}, et on réécrit {\displaystyle I_{1}} en utilisant le changement de variables {\displaystyle x\rightarrow -x} :
{\displaystyle I=\underbrace {\tau \int _{-\infty }^{0}{\frac {H(\mu +\tau x)}{e^{x}+1}}\,\mathrm {d} x} _{I_{1}}+\underbrace {\tau \int _{0}^{\infty }{\frac {H(\mu +\tau x)}{e^{x}+1}}\,\mathrm {d} x} _{I_{2}}\,.}
{\displaystyle I_{1}=\tau \int _{-\infty }^{0}{\frac {H(\mu +\tau x)}{e^{x}+1}}\,\mathrm {d} x=\tau \int _{0}^{\infty }{\frac {H(\mu -\tau x)}{e^{-x}+1}}\,\mathrm {d} x\,}
Puis on réécrit le dénominateur de {\displaystyle I_{1}} en utilisant :
{\displaystyle {\frac {1}{e^{-x}+1}}=1-{\frac {1}{e^{x}+1}}\,,}
afin d'obtenir :
{\displaystyle I_{1}=\tau \int _{0}^{\infty }H(\mu -\tau x)\,\mathrm {d} x-\tau \int _{0}^{\infty }{\frac {H(\mu -\tau x)}{e^{x}+1}}\,\mathrm {d} x\,}
On revient à présent aux variables originelles avec le changement {\displaystyle -\tau \mathrm {d} x=\mathrm {d} \varepsilon } dans le premier terme de {\displaystyle I_{1}} et on combine {\displaystyle I=I_{1}+I_{2}} pour obtenir:
{\displaystyle I=\int _{-\infty }^{\mu }H(\varepsilon )\,\mathrm {d} \varepsilon +\tau \int _{0}^{\infty }{\frac {H(\mu +\tau x)-H(\mu -\tau x)}{e^{x}+1}}\,\mathrm {d} x\,}
Le numérateur du second terme peut être exprimé comme une approximation d'une dérivée première, à condition que {\displaystyle \tau } soit suffisamment petit et {\displaystyle H(\varepsilon )} suffisamment lisse :
{\displaystyle \Delta H=H(\mu +\tau x)-H(\mu -\tau x)\approx 2\tau xH'(\mu )+\cdots \,,}
qui nous donne
{\displaystyle I=\int _{-\infty }^{\mu }H(\varepsilon )\,\mathrm {d} \varepsilon +2\tau ^{2}H'(\mu )\int _{0}^{\infty }{\frac {x\mathrm {d} x}{e^{x}+1}}\,}
La valeur de l'intégrale définie est connue :
{\displaystyle \int _{0}^{\infty }{\frac {x\mathrm {d} x}{e^{x}+1}}={\frac {\pi ^{2}}{12}}} .
Nous avons donc
{\displaystyle I=\int _{-\infty }^{\infty }{\frac {H(\varepsilon )}{e^{\beta (\varepsilon -\mu )}+1}}\,\mathrm {d} \varepsilon \approx \int _{-\infty }^{\mu }H(\varepsilon )\,\mathrm {d} \varepsilon +{\frac {\pi ^{2}}{6\beta ^{2}}}H'(\mu )\,}

## Termes d'ordre supérieur et fonction génératrice
Nous pouvons obtenir quelques termes d'ordre supérieur dans le développement de Sommerfeld en utilisant une fonction génératrice des moments de la distribution de Fermi, donnée par
{\displaystyle \int _{-\infty }^{\infty }{\frac {d\epsilon }{2\pi }}e^{\tau \epsilon /2\pi }\left\{{\frac {1}{1+e^{\beta (\epsilon -\mu )}}}-\theta (-\epsilon )\right\}={\frac {1}{\tau }}\left\{{\frac {({\frac {\tau T}{2}})}{\sin({\frac {\tau T}{2}})}}e^{\tau \mu /2\pi }-1\right\},\quad 0<\tau T/2\pi <1.}
Ici {\displaystyle k_{\rm {B}}T=\beta ^{-1}} et la fonction de Heaviside {\displaystyle -\theta (-\epsilon )} enlève les termes divergents à température nulle. Développer en les puissances de {\displaystyle \tau } donne, par exemple
{\displaystyle \int _{-\infty }^{\infty }{\frac {d\epsilon }{2\pi }}\left\{{\frac {1}{1+e^{\beta (\epsilon -\mu )}}}-\theta (-\epsilon )\right\}=\left({\frac {\mu }{2\pi }}\right),}
{\displaystyle \int _{-\infty }^{\infty }{\frac {d\epsilon }{2\pi }}\left({\frac {\epsilon }{2\pi }}\right)\left\{{\frac {1}{1+e^{\beta (\epsilon -\mu )}}}-\theta (-\epsilon )\right\}={\frac {1}{2!}}\left({\frac {\mu }{2\pi }}\right)^{2}+{\frac {T^{2}}{4!}},}
{\displaystyle \int _{-\infty }^{\infty }{\frac {d\epsilon }{2\pi }}{\frac {1}{2!}}\left({\frac {\epsilon }{2\pi }}\right)^{2}\left\{{\frac {1}{1+e^{\beta (\epsilon -\mu )}}}-\theta (-\epsilon )\right\}={\frac {1}{3!}}\left({\frac {\mu }{2\pi }}\right)^{3}+\left({\frac {\mu }{2\pi }}\right){\frac {T^{2}}{4!}},}
{\displaystyle \int _{-\infty }^{\infty }{\frac {d\epsilon }{2\pi }}{\frac {1}{3!}}\left({\frac {\epsilon }{2\pi }}\right)^{3}\left\{{\frac {1}{1+e^{\beta (\epsilon -\mu )}}}-\theta (-\epsilon )\right\}={\frac {1}{4!}}\left({\frac {\mu }{2\pi }}\right)^{4}+{\frac {1}{2!}}\left({\frac {\mu }{2\pi }}\right)^{2}{\frac {T^{2}}{4!}}+{\frac {7}{8}}{\frac {T^{4}}{6!}},}
{\displaystyle \int _{-\infty }^{\infty }{\frac {d\epsilon }{2\pi }}{\frac {1}{4!}}\left({\frac {\epsilon }{2\pi }}\right)^{4}\left\{{\frac {1}{1+e^{\beta (\epsilon -\mu )}}}-\theta (-\epsilon )\right\}={\frac {1}{5!}}\left({\frac {\mu }{2\pi }}\right)^{5}+{\frac {1}{3!}}\left({\frac {\mu }{2\pi }}\right)^{3}{\frac {T^{2}}{4!}}+\left({\frac {\mu }{2\pi }}\right){\frac {7}{8}}{\frac {T^{4}}{6!}},}
{\displaystyle \int _{-\infty }^{\infty }{\frac {d\epsilon }{2\pi }}{\frac {1}{5!}}\left({\frac {\epsilon }{2\pi }}\right)^{5}\left\{{\frac {1}{1+e^{\beta (\epsilon -\mu )}}}-\theta (-\epsilon )\right\}={\frac {1}{6!}}\left({\frac {\mu }{2\pi }}\right)^{6}+{\frac {1}{4!}}\left({\frac {\mu }{2\pi }}\right)^{4}{\frac {T^{2}}{4!}}+{\frac {1}{2!}}\left({\frac {\mu }{2\pi }}\right)^{2}{\frac {7}{8}}{\frac {T^{4}}{6!}}+{\frac {31}{24}}{\frac {T^{6}}{8!}}.}
Une fonction génératrice similaire pour les moments impairs de la fonction de Bose est {\displaystyle \int _{0}^{\infty }{\frac {d\epsilon }{2\pi }}\sinh(\epsilon \tau /\pi ){\frac {1}{e^{\beta \epsilon }-1}}={\frac {1}{4\tau }}\left\{1-{\frac {\tau T}{\tan \tau T}}\right\},\quad 0<\tau T<\pi .}